# Bilin
Bilin (ukránul: Білин [Bilin]) falu Ukrajnában, Kárpátalja Rahói járásában.

## Földrajz
Rahótól 7 km-re északkeletre, a Fekete-Tisza völgyében fekszik.

## Nevének eredete
A Bilin helységnév névátvitellel keletkezett annak a havasnak a nevéből, amelynek a lábánál települt (1726: Bilin). A hegynév a ruszin-ukrán бeлый ~ білий ’fehér’ melléknév -in képzős származéka.

## Történelem
Nevét 1796-1799 között Bilen néven említették (Mth. 106). Későbbi névváltozatai: 1804-ben Bjlen (Korabinszky), 1828-ban
Bilin, Bilen, 1838-ban Bilíny, 1851-ben Bilen, 1863-ban Бiлинъ, 1877-ben, 1892-ben és 1913-ban Bilin, 1925-ben Bilin nad Tisou,
Bilina, 1930-ban Bělin (ComMarmUg. 19), 1944-ben Bilin, Билинъ (hnt.), 1983-ban Білин, Бeлин (Zo).

## Népesség
Bilin lakóinak száma a 2022 évi adatok szerint 1740 fő.

## Gazdaság
Az Erdészet 1929 óta működik, a település határában 6 ásványvíz-forrás található, valamint korábban volt egy pisztrángtenyésztő-telep is.

## Közlekedés
A települést érinti az Ivano-Frankivszk–Deljatin–Rahó-vasútvonal.